# Крюки (Островський район)
Крюки (рос. Крюки) — село в Островському районі Псковської області Російської Федерації.
Населення становить 1811 осіб. Входить до складу муніципального утворення Горайська волость.

## Історія
Від 2015 року входить до складу муніципального утворення Горайська волость.

## Населення
| 2001 | 2002  | 2010  |
| ---- | ----- | ----- |
| 646  | ↗1552 | ↗1811 |